# Muziekcentrum van de Omroep
Het Muziekcentrum van de Omroep (MCO) is een onderdeel van het Nederlands publiek omroepbestel. Het MCO is de overkoepelende organisatie van de muziekgezelschappen van de publieke omroep. Het gaat om een symfonieorkest en een koor:
- het Radio Filharmonisch Orkest

- het Groot Omroepkoor

Het doel van het MCO is de instandhouding en exploitatie van deze omroeporkesten en het Groot Omroepkoor en de eigen muziekbibliotheek (Muziekbibliotheek van de Omroep), ten behoeve van de publieke omroep. Daarnaast probeert het MCO een aanvulling te vormen op het overige landelijke muziekaanbod. Het MCO doet dit door middel van het organiseren van concerten, radio- en televisie-uitzendingen, cd’s, internet en het in stand houden van de muziekbibliotheek.
In het regeerakkoord van het kabinet-Rutte I, aangetreden op 14 oktober 2010, is vastgelegd dat het MCO op 1 januari 2015 zou worden afgeschaft. Daartoe zou de jaarlijkse overheidssubsidie van 31 miljoen euro aan het MCO stapsgewijs worden afgebouwd: een subsidiekorting van 8 miljoen euro in 2013 en 16 miljoen euro in 2014. Met ingang van 2015 wordt het MCO niet meer door de overheid gesubsidieerd.
Begin december 2010 maakte het kabinet Rutte bekend dat afschaffing van het MCO niet meer wordt beoogd. Reden hiervoor is het grote protest uit de samenleving evenals het inzicht dat de programmering van livemuziek een belangrijke taak is van de omroep. Wel werd de subsidie aan het MCO met 60% gekort, van 31 miljoen euro naar 13 miljoen euro. Deze reductie vindt plaats in twee stappen: de eerste termijn dient in 2013 te zijn gerealiseerd. Als gevolg hiervan hield de Radio Kamer Filharmonie in augustus 2013 op te bestaan.
Per 1 augustus 2013 bestaat het Muziekcentrum van de Omroep niet meer. Het Groot Omroepkoor en het Radio Filharmonisch Orkest worden beide ondergebracht in de nieuwe Stichting Omroep Muziek (SOM). In dat verband zijn ook ondergebracht de omroepseries NTR Zaterdagmatinee en AVROTROS Vrijdag van Vredenburg. De SOM is "preferred supplier" klassieke muziek van de publieke omroep. Het studiocomplex waarin de SOM kantoor houdt en zijn producties muzikaal voorbereidt, huisvest onder meer Centrum voor de Kunsten Glove, dB Mediagroep en het Metropole Orkest. Het gebouw staat ten dienste van de Hilversumse regio en verzamelt professionele bedrijven vaak verwant aan de publieke omroep
Het Metropole Orkest probeert met hulp van een rijkssubsidie een doorstart te maken als zelfstandig orkest. De afdeling Educatie en de Muziekbibliotheek zijn opgeheven. 
Het laatste concert van de Radio Kamer Filharmonie (ontstaan in 2005 door samenvoeging van het Radio Kamer Orkest met het Radio Symfonie Orkest dat zelf was ontstaan uit een fusie van het Omroep Orkest en het Promenade Orkest) vond plaats op 14 juli 2013 in het Koninklijk Concertgebouw te Amsterdam, onder leiding van dirigent Frans Brüggen.